# Volker Heyer
Volker Heyer (29 de julio de 1970) es un deportista alemán que compitió en judo. Ganó una medalla de plata en el Campeonato Europeo de Judo de 1997 en la categoría abierta.

## Palmarés internacional
| Campeonato Europeo | Campeonato Europeo | Campeonato Europeo | Campeonato Europeo |
| Año                | Lugar              | Medalla            | Categoría          |
| ------------------ | ------------------ | ------------------ | ------------------ |
| 1997               | Ostende (Bélgica)  | Medalla de plata   | Abierta            |